# Danh sách đĩa đơn quán quân Hot 100 năm 2014 (Mỹ)
Billboard Hot 100 là bảng xếp hạng các đĩa đơn bán chạy nhất trong một tuần tại thị trường âm nhạc Hoa Kỳ. Các số liệu cho việc xếp hạng, công bố bởi tạp chí Billboard và tổng hợp bởi Nielsen SoundScan, dựa trên doanh số đĩa thường, nhạc số và tần suất phát trên sóng phát thanh.

## Lịch sử xếp hạng
| Ngày phát hành | Bài hát               | Nghệ sĩ                            | Chú thích |
| -------------- | --------------------- | ---------------------------------- | --------- |
| 4 tháng 1      | "The Monster"         | Eminem hợp tác với Rihanna         | [ 1 ]     |
| 11 tháng 1     | "The Monster"         | Eminem hợp tác với Rihanna         | [ 2 ]     |
| 18 tháng 1     | "Timber"              | Pitbull hợp tác với Kesha          | [ 3 ]     |
| 25 tháng 1     | "Timber"              | Pitbull hợp tác với Kesha          | [ 4 ]     |
| 1 tháng 2      | "Timber"              | Pitbull hợp tác với Kesha          | [ 5 ]     |
| 8 tháng 2      | "Dark Horse"          | Katy Perry hợp tác với Juicy J     | [ 6 ]     |
| 15 tháng 2     | "Dark Horse"          | Katy Perry hợp tác với Juicy J     | [ 7 ]     |
| 22 tháng 2     | "Dark Horse"          | Katy Perry hợp tác với Juicy J     | [ 8 ]     |
| 1 tháng 3      | "Dark Horse"          | Katy Perry hợp tác với Juicy J     | [ 9 ]     |
| 8 tháng 3      | "Happy"               | Pharrell Williams                  | [ 10 ]    |
| 15 tháng 3     | "Happy"               | Pharrell Williams                  | [ 11 ]    |
| 22 tháng 3     | "Happy"               | Pharrell Williams                  | [ 12 ]    |
| 29 tháng 3     | "Happy"               | Pharrell Williams                  | [ 13 ]    |
| 5 tháng 4      | "Happy"               | Pharrell Williams                  | [ 14 ]    |
| 12 tháng 4     | "Happy"               | Pharrell Williams                  | [ 15 ]    |
| 19 tháng 4     | "Happy"               | Pharrell Williams                  | [ 16 ]    |
| 26 tháng 4     | "Happy"               | Pharrell Williams                  | [ 17 ]    |
| 3 tháng 5      | "Happy"               | Pharrell Williams                  | [ 18 ]    |
| 10 tháng 5     | "Happy"               | Pharrell Williams                  | [ 19 ]    |
| 17 tháng 5     | "All of Me"           | John Legend                        | [ 20 ]    |
| 24 tháng 5     | "All of Me"           | John Legend                        | [ 21 ]    |
| 31 tháng 5     | "All of Me"           | John Legend                        | [ 22 ]    |
| 7 tháng 6      | "Fancy"               | Iggy Azalea hợp tác với Charli XCX | [ 23 ]    |
| 14 tháng 6     | "Fancy"               | Iggy Azalea hợp tác với Charli XCX | [ 24 ]    |
| 21 tháng 6     | "Fancy"               | Iggy Azalea hợp tác với Charli XCX | [ 25 ]    |
| 28 tháng 6     | "Fancy"               | Iggy Azalea hợp tác với Charli XCX | [ 26 ]    |
| 5 tháng 7      | "Fancy"               | Iggy Azalea hợp tác với Charli XCX | [ 27 ]    |
| 12 tháng 7     | "Fancy"               | Iggy Azalea hợp tác với Charli XCX | [ 28 ]    |
| 19 tháng 7     | "Fancy"               | Iggy Azalea hợp tác với Charli XCX | [ 29 ]    |
| 26 tháng 7     | "Rude"                | Magic!                             | [ 30 ]    |
| 2 tháng 8      | "Rude"                | Magic!                             | [ 31 ]    |
| 9 tháng 8      | "Rude"                | Magic!                             | [ 32 ]    |
| 16 tháng 8     | "Rude"                | Magic!                             | [ 33 ]    |
| 23 tháng 8     | "Rude"                | Magic!                             | [ 34 ]    |
| 30 tháng 8     | "Rude"                | Magic!                             | [ 35 ]    |
| 6 tháng 9      | "Shake It Off"        | Taylor Swift                       | [ 36 ]    |
| 13 tháng 9     | "Shake It Off"        | Taylor Swift                       | [ 37 ]    |
| 20 tháng 9     | "All About That Bass" | Meghan Trainor                     | [ 38 ]    |
| 27 tháng 9     | "All About That Bass" | Meghan Trainor                     | [ 39 ]    |
| 4 tháng 10     | "All About That Bass" | Meghan Trainor                     | [ 40 ]    |
| 11 tháng 10    | "All About That Bass" | Meghan Trainor                     | [ 41 ]    |
| 18 tháng 10    | "All About That Bass" | Meghan Trainor                     | [ 42 ]    |
| 25 tháng 10    | "All About That Bass" | Meghan Trainor                     | [ 43 ]    |
| 1 tháng 11     | "All About That Bass" | Meghan Trainor                     | [ 44 ]    |
| 8 tháng 11     | "All About That Bass" | Meghan Trainor                     | [ 45 ]    |
| 15 tháng 11    | "Shake It Off"        | Taylor Swift                       | [ 46 ]    |
| 22 tháng 11    | "Shake It Off"        | Taylor Swift                       | [ 47 ]    |
| 29 tháng 11    | "Blank Space"         | Taylor Swift                       | [ 48 ]    |
| 6 tháng 12     | "Blank Space"         | Taylor Swift                       | [ 49 ]    |
| 13 tháng 12    | "Blank Space"         | Taylor Swift                       | [ 50 ]    |
| 20 tháng 12    | "Blank Space"         | Taylor Swift                       | [ 51 ]    |
| 27 tháng 12    | "Blank Space"         | Taylor Swift                       | [ 52 ]    |